# Ana Blanco López

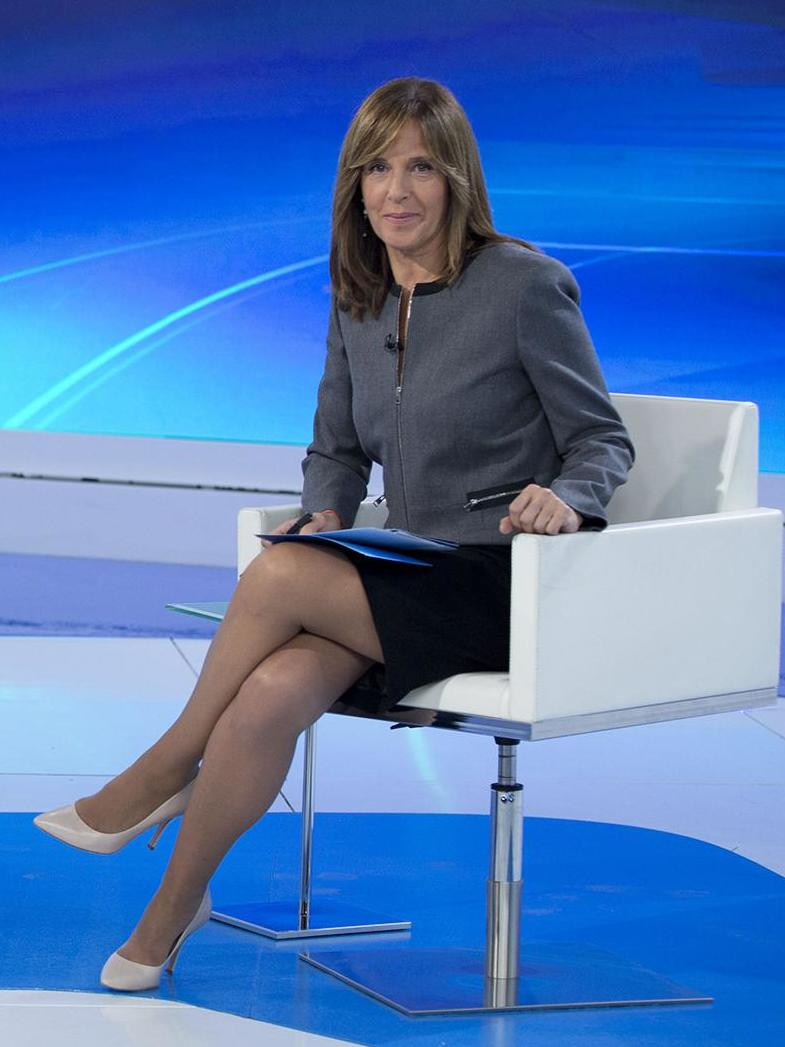
Ana Blanco en los informativos de TVE

Ana Isabel Blanco López (Bilbao, 28 de novembre de 1960) és una periodista basca, presentadora de la franja de nit del Telediario de La 1. Va presentar durant més de dues dècades els informatius del migdia de Televisió Espanyola.

## Biografia
Llicenciada en pedagogia per la Universitat de Deusto, el 1980 va començar a treballar en els mitjans de comunicació, col·laborant al programa Los 40 Principales de la Cadena SER de Bilbao, treball que compaginava amb els seus estudis.
Entre 1989 i 1990 va treballar a Radio 16 i va presentar, amb Agustín Bravo, el programa cultural Zip-Zap. La guía a Telemadrid.
El 15 de setembre de 1990 es va incorporar a la cadena pública Televisió Espanyola (TVE), on va treballar en diferents àrees fins a presentar, juntament amb Francine Gálvez, l'edició del cap de setmana del Telediario. Des de 1991 presenta el Telediario de TVE.
Blanco ha treballat en totes les edicions del Telediario (Telediario 1 —migdia—, Telediario 2 —nit— i Telediario fin de semana), i en molts especials informatius, com els dos dedicats al primer aniversari de la mort de la princesa Diana de Gal·les; el del naixement del primer fill de la Infanta Helena; la inauguració de l'Expo '98; programes especials electorals, i el casament reial del príncep Felip de Borbó i la princesa Letícia Ortiz, el 2004. A més, també cal destacar la tasca informativa en directe duta a terme durant els atemptats de l'11 de setembre de 2001 i els de l'11 de març de 2004.
Va presentar a La 1 el Telediario 1, del migdia, fins al 2013, moment en què va passar a presentar els informatius de la franja de la nit, acompanyada al plató per Marcos López i Jesús Álvarez, director d'Esports de TVE, en el bloc d'informació esportiva.
El 13 de juny de 2016, juntament amb Pedro Piqueras i Vicente Vallés, va moderar el debat electoral a 4 de l'Acadèmia de televisió-l'únic de la campanya-entre Mariano Rajoy, Albert Rivera, Pedro Sánchez i Pablo Iglesias.
El 4 de novembre de 2019, va moderar, juntament amb Vicente Vallés, el debat 5 de l'Acadèmia de televisió-l'únic de la campanya-entre Pedro Sánchez, Pablo Casado, Albert Rivera, Pablo Iglesias i Santiago Abascal.

## Premis i reconeixements
Ha rebut diverses distincions, entre les quals destaquen el premi de l'Associació Professional Espanyola d'Informadors de Premsa, Ràdio i Televisió; el premi Antena d'Or (1999); la Insígnia de Cavaller de l'Ordre Nacional del Mèrit (2005), atorgada per l'Ambaixada de França a Espanya; el premi Micròfon d'Or (2005), concedit per la Federació d'Associacions de Ràdio i Televisió; el Premi TP d'Or (2007 i 2008) a la millor presentadora d'informatius; el premi Manuel Alonso Vicedo (2008) «pel seu estil imparcial i sobri»; el Premi Nacional de Periodisme Pedro Antonio de Alarcón (2011), concedit per l'Ajuntament de Guadix i l'Associació de la Premsa de Granada i la Distinció Lan Onari, atorgada el 25 d'octubre de 2011 pel Govern basc en reconeixement de la seva trajectòria professional. El 2015 va rebre un premi Ondas a la millor presentadora de televisió.
A més, va rebre el Premi ATV de l'Acadèmia de les Ciències i les Arts de Televisió d'Espanya (ATV) a la millor comunicadora d'informatius els anys 2000, 2004, 2005, 2010 i 2012, guardó per al qual també va ser nominada el 2002, 2003, 2006, 2007, 2008. En l'edició de 2007 l'ATV concedeix el premi en la categoria de millor comunicador/a d'informatius dels últims 10 anys a Ana Blanco.